# Телон
Телон (на английски: Thelon River) е река в Северна Канада, Северозападни територии и територия Нунавут, вливаща се в залива Честърфийлд, северозападната част на Хъдсъновия залив. Дължината ѝ от 904 km ѝ отрежда 20-о място сред реките на Канада.

## Географска характеристика

### Извор, течение, устие
Река Телон изтича от южния ъгъл на езерото Уайтфиш (източната част на Северозападните канадски територии) на 357 м н.в. Насочва се на изток, преминава през езерото Линкс (354 м н.в.), продължава на изток и на 62°26′ с. ш. 104°35′ з. д. / 62.433333° с. ш. 104.583333° з. д. завива на север. Протича през езерото Айбъри (216 м н.в.) и отново продължава в северна посока до 64°19′ с. ш. 103°16′ з. д. / 64.316667° с. ш. 103.266667° з. д., където завива на изток и навлиза в територия Нунавут. Преминава последователно през езерата Бивърли (81 м н.в.), Абърдийн (80 м н.в.), Шулц (71 м н.в.) и Бейкър (2 м н.в.) и чрез делта се влива в залива Честърфийлд, северозападната част на Хъдсъновия залив.

### Водосборен басейн, притоци
Площта на водосборния басейн на реката е 142 400 km2, като включва териториите на четири канадски провинции – Северозападни територии (източната част), територия Нунавут (част отюгозападния сектор) и малки части от провинции Саскачеван и Манитоба.
Водосборният басейн на река Телон граничи с други три водосборни басейна:
на север – с водосборния басейн на река Бак, вливаща се в Северния ледовит океан;
на запад и югозапад – с водосборните басейни на реките Локхарт, Талтсън, Фон дю Лак и други, отнасящи се към басейна на река Маккензи, вливаща се в Северния ледовит океан;
на юг и югоизток – с водосборните басейни на реките Чърчил, Тлевиаза, Та Ан и други, вливащи се директно в Хъдсъновия залив;
Основните притоци на река Телон са: леви – Хенбъри; десни – Елк, Дубонт, Казан.

### Хидроложки показатели
Многогодишният среден дебит на реката в устието ѝ е 840 m3/s. Максималният отток е през юни-юли, а минималният е през февруари-март. Подхранването на реката е предимно снегово. От октомври до май реката е скована от ледена покривка.

## Откриване и изследване на реката
Делтата на реката е открита през 1761 г. от английска морска експедиция, изпратена от правителството със задача да открие т.нар. „Северозападен проход“ – воден път, свързващ Атлантическия с Тихия океан. Освен делтата експедицията открива и езерото Бейкър, през което тя протича.
През 1790 г. друга английска морска експедиция се изкачва още по-нагоре по реката до езерото Шулц, като по този начин е открито най-долното течение на Телон.
През 1770 г. търговският агент на английската компания „Хъдсън Бей“, занимаваща се с търговия с ценни животински кожи, Самюъл Хиърн, по време на пътешествието си на северозапад към река Копърмайн, открива най-горното течение на реката с езерата Линкс и Уайтфиш.